# Макгенри, Дональд
Дональд Франшот Макгенри (англ. Donald Franchot McHenry; род. 13 октября 1936, Сент-Луис, Миссури) — американский государственный деятель и дипломат, постоянный представитель США при ООН (1979—1981).

## Биография
Дональд Макгенри родился в Сент-Луисе, штат Миссури. Учился в Университете штата Иллинойс. В 1959 году он начал докторскую программу в Джорджтаунском университете.
В 1963 году Макгенри начал работать в Государственном департаменте Соединенных Штатов.
В 1976 году он работал в переходном штабе президента Джимми Картера, а затем присоединился к  Представительству США при Организации Объединенных Наций. В 1977 году Макгенри был назначен заместителем представителя США в Совете Безопасности Организации Объединенных Наций.
После ухода Эндрю Янга с поста посла США в ООН в 1979 году, Макгенри был назначен послом и постоянным представителем США при ООН президентом Джимми Картером.
В текущий момент Макгенри является профессором дипломатии в Джорджтаунском университете.
В 2004 году Макгенри был в числе 27 отставных дипломатов и военачальников, которые публично объявили, что администрация президента Джорджа Буша-старшего неспособна понимать проблемы глобального лидерства, а затем выступили против войны в Ираке. 